# Asura cervicalis
Asura cervicalis là một loài bướm đêm thuộc phân họ Arctiinae, họ Erebidae. Nó được tìm thấy ở khu vực phi nhiệt đới của đông Úc, bao gồm New South Wales, Queensland và Victoria.

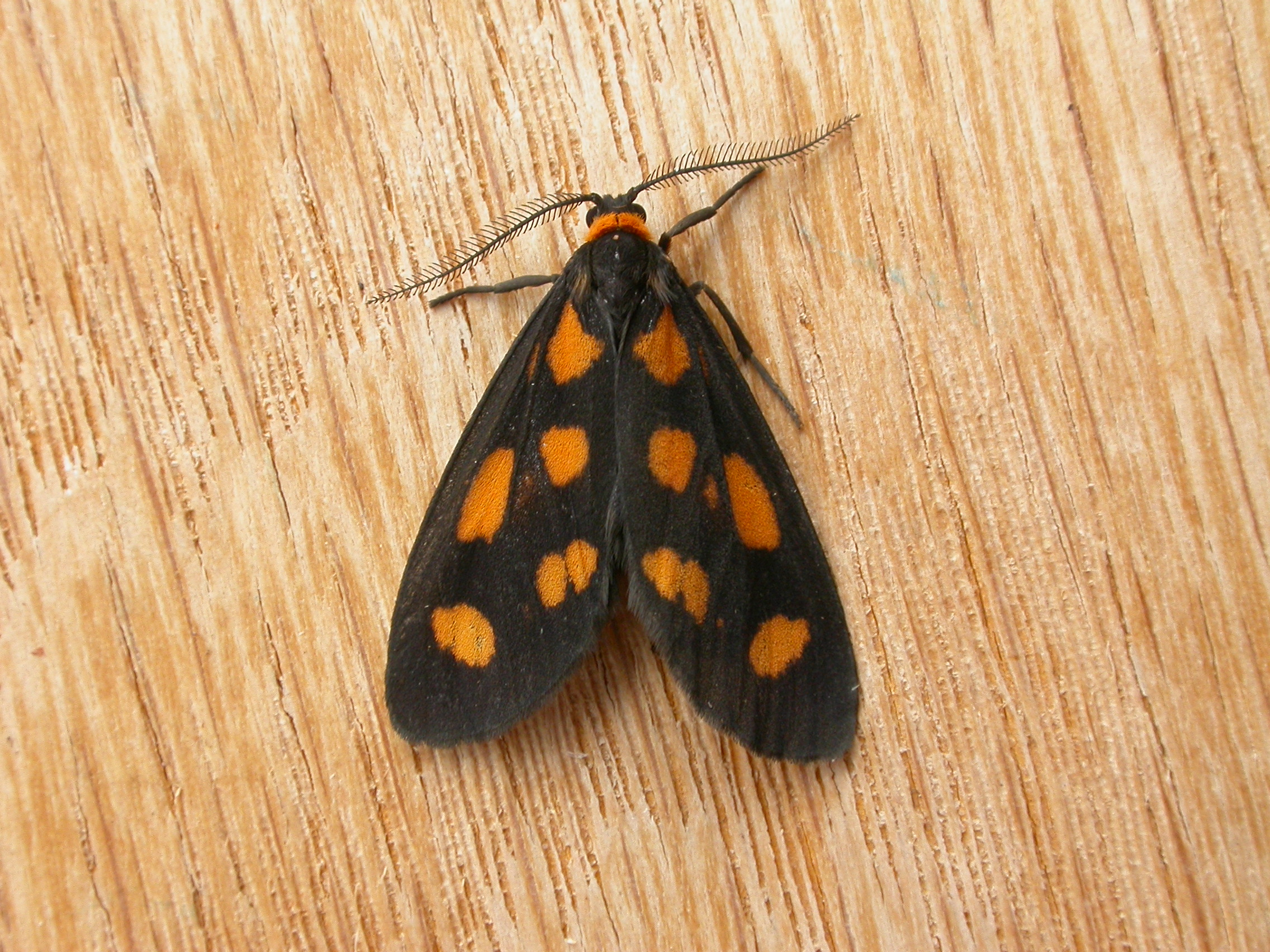

Sải cánh dài khoảng 15 mm. Con trưởng thành nhỏ, cơ thể lép và màu đen với năm đốm vàng trên mỗi cánh trước. Mỗi cánh sau có một mảng vàng lớn.
Ấu trùng ăn loài Ficus, Acacia và Eucalyptus.

## Hình ảnh

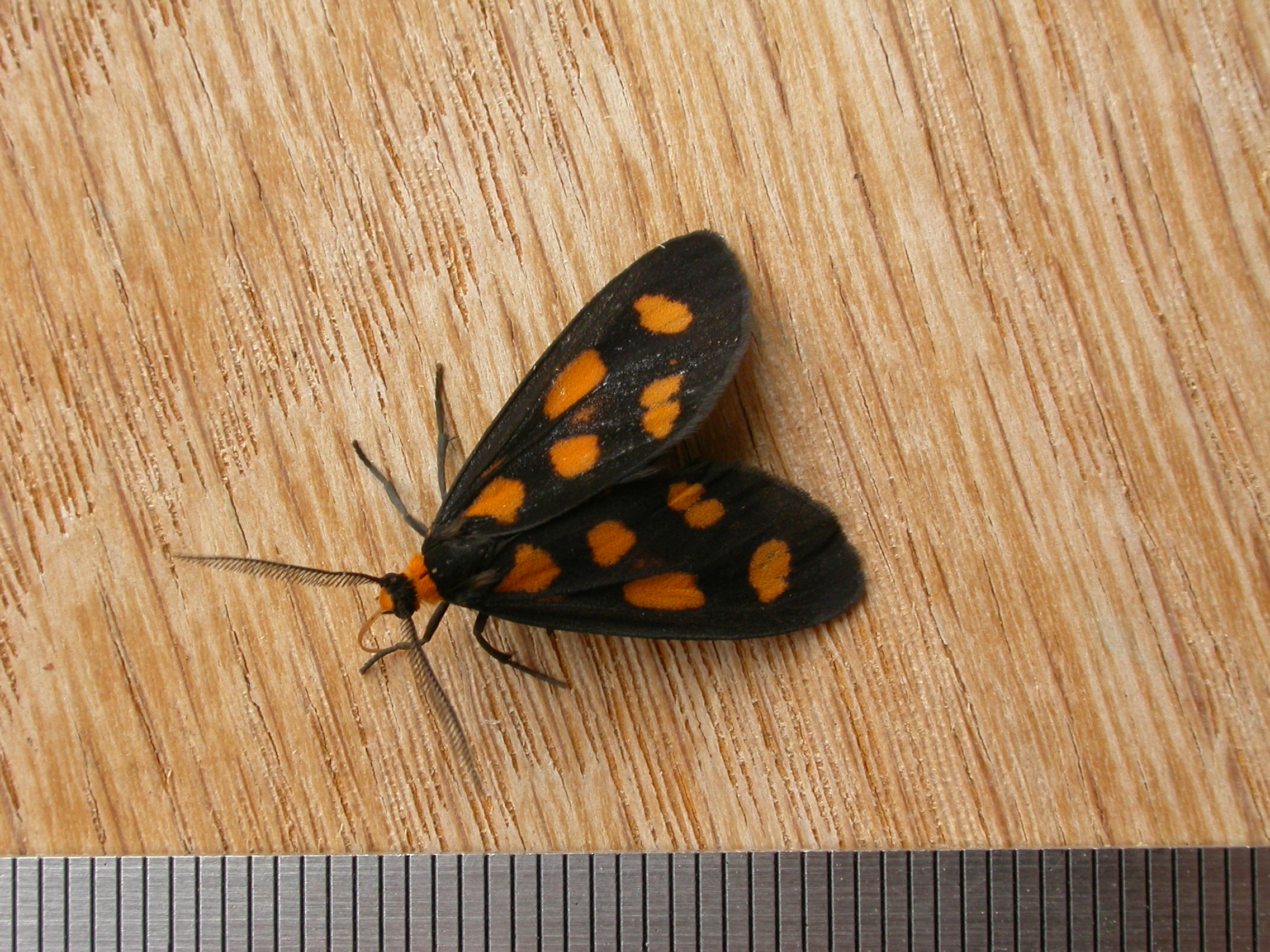